# Pelecopsis flava
Pelecopsis flava är en spindelart som beskrevs av Holm 1962. Pelecopsis flava ingår i släktet Pelecopsis och familjen täckvävarspindlar. Inga underarter finns listade i Catalogue of Life.